# Episodi di Ripper Street (prima stagione)
La prima stagione della serie televisiva Ripper Street è stata trasmessa in prima visione assoluta nel Regno Unito da BBC One dal 30 dicembre 2012 al 24 febbraio 2013.
In Italia è stata trasmessa dall'8 al 29 dicembre 2013 su Giallo.
| nº | Titolo originale              | Titolo italiano                | Prima TV Regno Unito | Prima TV Italia  |
| -- | ----------------------------- | ------------------------------ | -------------------- | ---------------- |
| 1  | I Need Light                  | Ho bisogno di luce             | 30 dicembre 2012     | 8 dicembre 2013  |
| 2  | In My Protection              | Sotto la mia protezione        | 6 gennaio 2013       | 8 dicembre 2013  |
| 3  | The King Came Calling         | Il contagio                    | 13 gennaio 2013      | 15 dicembre 2013 |
| 4  | The Good of This City         | Il prezzo del benessere        | 20 gennaio 2013      | 15 dicembre 2013 |
| 5  | The Weight of One Man's Heart | Il peso del cuore di un uomo   | 27 gennaio 2013      | 22 dicembre 2013 |
| 6  | Tournament of Shadows         | Il torneo delle ombre          | 3 febbraio 2013      | 22 dicembre 2013 |
| 7  | A Man of My Company           | Un uomo della nostra compagnia | 17 febbraio 2013     | 29 dicembre 2013 |
| 8  | What Use Our Work?            | Mercanti di anime              | 24 febbraio 2013     | 29 dicembre 2013 |